# سیریبرو
سیریبرو (به انگلیسی: Cerebro) یک دستگاه خیالی در کتاب‌های کامیک منتشر شده توسط مارول کامیکس است. این دستگاه توسط مردان ایکس به ویژه رهبر آن‌ها پروفسور چارلز اگزاویه برای یافتن انسان‌ها به‌ویژه جهش‌یافته‌ها استفاده می‌شود. این دستگاه توسط پروفسور ایکس و مگنیتو ساخته شده و بعدها توسط بیست(وحشی) ارتقا داده شده‌است.

## قابلیت‌ها و طرز استفاده
سیریبرو در یک اتاق کروی شکل بزرگ قرار دارد. این اتاق در فیلم‌های ایکس من در زیر زمین مدرسه ایکس قرار دارد. این دستگاه کلاهی دارد که فرد بر روی سر خود قرار می‌دهد و به این طریق سیریبرو امواج مغزی و نوسان عصبی استفاده کننده‌اش را تقویت می‌کند و به‌وسیله دورآگاهی فرد را قادر می‌سازد تا افراد دیگر ردیابی کند. همچنین به او کمک می‌کند تا جهش یافته‌ها را از انسان‌های عادی تشخیص دهد. قدرت سیریبرو متفاوت بوده است. گاهی قادر به تشخیص جهش‌یافته‌های خارج از جو زمین بوده و گاهی تنها فقط قادر به تشخیص جهش یافته‌ها در ایالات متحده آمریکا بوده است. دو نظریه در رابطه این دستگاه وجود دارد: این دستگاه جهش یافته ها را بر اساس سیگنالی که هنگام استفاده از قدرت‌هایشان بیرون میفرستند پیدا می‌کند، یا آن‌ها را براساس وجود ژن‌های جهش‌یافته در بدنشان پیدا می‌کند.
استفاده از سیریبرو بسیار خطرناک است. جهش یافته‌های دارای دورآگاهی بدون آموزش و آمادگی کافی با استفاده از این دستگاه خود را در معرض خطر بزرگی قرار می‌دهند که ممکن است حتی به مرگ آن‌ها منجر شود.
شخصیت‌هایی که به طور مکرر از سیریبرو استفاده می‌کنند شامل: پروفسور ایکس، جین گری، اما فراست و استپ‌فورد کوکوز هستند. البته سایلاک و ریچل سامرز نیز از آن استفاده کرده‌اند.
البته برخی جهش یافته ها همانند
مگنیتو میتوانند خود را از سیریبرو پنهان کنند.

## تاریخچه
اولین بار پروفسور ایکس برای پیداکردن سایکلاپس دستگاهی به نام سیریبنو (نمونه اولیه از سیریبرو) را ساخت. مدتی بعد او متوجه شد ارتقا یافته سیبیرنو می‌تواند جهش یافته های دیگر را نیز پیدا کند. بنابراین او کمی قبل از پیوستن جین گری به مردان ایکس بپیوندد، سیریبرو را ساخت. سیریبرو از کلمه‌ای لاتین به معنای مغز گرفته شده‌است.پروفسور چارلز اگزاویه بارها سیریبرو را ارتقا داده و حتی یک نسخه قابل حمل از آن ساخت. سیریبرو بارها نابود و دوباره ساخته شده‌است. اخیراً دکتر هنک مک کوی بعد از نابودی سیریبرو، یک نسخه قوی‌تر و با قابلیت های بیشتر، به شکل یک کلاه، به نام سریبرا ساخته است که پروفسور ایکس میتواند آن را مستقیما روی سر خود حمل کند.

### ارتقا یافت
پس از اقامت طولانی مدت در فضا با استارجمرز، پروفسور خاویر به زمین بازگشت و هر دو تیم اصلی و سوم مردان ایکس تحت رهبری او دوباره گرد هم آمدند. در این زمان، پروفسور خاویر از فورج، یک جهش یافته با استعداد غیرمعمول در اختراع دستگاه های مکانیکی، خواست تا سیستم عامل های مغز را ارتقا دهد و فناوری شعار را در بر بگیرد.
در این زمان مکان به بال غربی زیرزمین عمارت منتقل شد. تقریباً در این زمان، ژان به اندازه‌ای قدرتمند شده بود که از مغز استفاده کند و پروفسور همچنین نرم‌افزار مغز را در بسیاری از واحدهای دستی، صندلی شناور خود و پرنده های سیاه، حمل‌ونقل اصلی مردان ایکس، برای استفاده غیر تله‌پاتیک نصب کرد. زمانی که فالانکس به عمارت حمله کرد و تمام جهان را تهدید کرد که تغییر شکل خواهد داد، بانشی سربرو را نابود کرد تا از دسترسی آنها به آن جلوگیری کند.

## در دیگر رسانه‌ها
سریبرو در فیلم‌های متفاوتی که همه آن‌ها توسط شرکت فاکس قرن بیستم ساخت شده‌اند به نمایش در آمده است. این فیلم‌ها عبارتند از: نسل ایکس، مردان ایکس، ایکس ۲، مردان ایکس: کلاس اول، مردان ایکس: روزهای گذشته آینده، و مردان ایکس: آپوکالیپس به نمایش در آمده است.
این دستگاه همچنین در انیمیشن های متفاوتی مانند ولوورین و مردان ایکس و ... به نمایش در امده است.